# ワールドラグビー ネーションズ・チャンピオンシップ
ワールドラグビー ネーションズ・チャンピオンシップ（World Rugby Nations Championship）は、 2年に一度開催されるラグビーユニオンの男子国際大会で、第1回大会は2026年の7月と11月に開催される予定である。

## 概要
2019年6月には、開催計画が一度頓挫していた。
あらためて2023年10月24日、ワールドラグビーが男子15人制の新しい世界大会の創設を発表。2026年から隔年開催する予定。
毎年6月と11月を中心に行われている各国テストマッチに代わるものとして、設けられた。
この大会は、現在のシックス・ネーションズ（イングランド、フランス、イタリア、アイルランド、スコットランド、ウェールズ）と、SANZAAR（南アフリカ共和国、ニュージーランド、オーストラリア、アルゼンチン）の加盟国に加え、2つの招待国（フィジーと日本）の計12チームが参加する。
ブリティッシュ・アンド・アイリッシュ・ライオンズの遠征（通常はオーストラリア、ニュージーランド、南アフリカ共和国への遠征）や、ラグビーワールドカップが開催されない年にも開催される。

## 日程・対戦形式
チャンピオンシップの形式は、6か国からなる「European Conference（ヨーロピアン・カンファレンス）」と、SANZAAR4国と招待2国からなる「Rest of World Conference（その他の世界カンファレンス）」で構成される。
各チームは、7月と11月に、相手方のカンファレンス6か国と対戦する。11月のテストマッチ期間の終わりには、各カンファレンスの1位チーム間でグランドファイナルが行われ、優勝チーム。
その下位ディビジョンとして、さらに12か国で構成される「Challenger Series（チャレンジャーシリーズ）」も、ワールドラグビーが運営する。2030年の第3回大会から、2つのディビジョン間の昇格と降格が開始される。

## シックス・ネイションズへの影響
毎年2月始めから3月中旬にかけて行われているシックス・ネイションズ・チャンピオンシップは、この大会の開催により、7週間から6週間に短縮され、2月末から4月にかけて開催される。 

## 出場チーム
出典：
| チャンピオンシップ（1部） Championship                           |          |                        |                  |      |
| カンファレンス                                                   | チーム数 | 区分（地域）           | チーム           | 備考 |
| ヨーロピアン・カンファレンス European Conference                 | 6        | シックス・ネイションズ | アイルランド     |      |
| ヨーロピアン・カンファレンス European Conference                 | 6        | シックス・ネイションズ | スコットランド   |      |
| ヨーロピアン・カンファレンス European Conference                 | 6        | シックス・ネイションズ | ウェールズ       |      |
| ヨーロピアン・カンファレンス European Conference                 | 6        | シックス・ネイションズ | イングランド     |      |
| ヨーロピアン・カンファレンス European Conference                 | 6        | シックス・ネイションズ | フランス         |      |
| ヨーロピアン・カンファレンス European Conference                 | 6        | シックス・ネイションズ | イタリア         |      |
| レスト・オブ・ ワールド・カンファレンス Rest of World Conference | 6        | SANZAAR                | 南アフリカ共和国 |      |
| レスト・オブ・ ワールド・カンファレンス Rest of World Conference | 6        | SANZAAR                | ニュージーランド |      |
| レスト・オブ・ ワールド・カンファレンス Rest of World Conference | 6        | SANZAAR                | オーストラリア   |      |
| レスト・オブ・ ワールド・カンファレンス Rest of World Conference | 6        | SANZAAR                | アルゼンチン     |      |
| レスト・オブ・ ワールド・カンファレンス Rest of World Conference | 6        | 招待                   | フィジー         |      |
| レスト・オブ・ ワールド・カンファレンス Rest of World Conference | 6        | 招待                   | 日本             |      |

| チャレンジャーシリーズ（2部） Challenger Series |          |            |      |
| 地域                                            | チーム数 | チーム     | 備考 |
| アフリカ                                        | 1～2     |            |      |
| アジア                                          | 1～2     |            |      |
| ヨーロッパ                                      | 4～5     | ジョージア |      |
| ヨーロッパ                                      | 4～5     | スペイン   |      |
| ヨーロッパ                                      | 4～5     | ルーマニア |      |
| ヨーロッパ                                      | 4～5     | ポルトガル |      |
| パシフィック                                    | 3～4     |            |      |
| パシフィック                                    | 3～4     |            |      |
| パシフィック                                    | 3～4     |            |      |
| アメリカス                                      | 1～3     |            |      |

## 批判
2年に一度開催となるネーションズ・チャンピオンシップの創設は、強豪ではない国がエリート大会から締め出され、強豪国と対戦する機会が狭められるとして批判されている。
また、4年に一度開催されるラグビーワールドカップの価値を下げる可能性があるとも批判されている。 
ワールドラグビーのAlan Gilpin（アラン・ギルピン）最高経営責任者は、「金持ちをさらに金持ちにするだけだという意見は見当違いだ。新制度は、より良い環境を作り出す」と述べ、トーナメントのない年には「クロスオーバーの試合が50％増えることが保証される」と反論している。